# Tanjung Dalam (Keluang)
Tanjung Dalam is een bestuurslaag in het regentschap Musi Banyuasin van de provincie Zuid-Sumatra, Indonesië. Tanjung Dalam telt 1090 inwoners (volkstelling 2010).